# Piotr Niezgoda

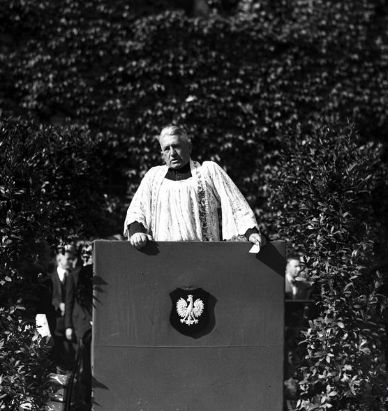
Ks. Piotr Niezgoda w czasie obchodów Święta Kolejarza Polskiego we wrześniu 1936 w Krakowie

Piotr Niezgoda (ur. 24 grudnia 1875 w Bukowej, zm. 24 marca 1955 w Krakowie) – polski duchowny rzymskokatolicki, dziekan generalny Wojska Polskiego.

## Życiorys
Piotr Niezgoda urodził się 24 grudnia 1875 we wsi Bukowa, w ówczesnym powiecie pilzneńskim Królestwa Galicji i Lodomerii, w rodzinie Wojciecha, rolnika, właściciela 36 morgów ziemi, i Katarzyny z Pacanów. Miał dziesięciorga rodzeństwa. Młodszy brat został profesorem gimnazjum w Jaśle.
W 1886 ukończył naukę w szkole ludowej. W 1894 zdał z odznaczeniem egzamin dojrzałości w C. K. Gimnazjum w Jaśle (w jego klasie był Emil Gaweł). Działał w organizacjach niepodległościowych (Związek Żuawów). W 1898 ukończył Seminarium Duchowne w Przemyślu. 6 czerwca 1898 został wyświęcony na kapłana przez biskupa ks. Łukasza Soleckiego. Pracę duszpasterską rozpoczął w Parafii św. Marcina w Błażowej.
1 października 1903 roku rozpoczął służbę w cesarskiej i królewskiej Armii w charakterze kapelana wojskowego. W październiku 1912 został kapelanem Szpitala Garnizonowego Nr 3 w Przemyślu. W czasie I wojny światowej od 2 sierpnia 1914 był proboszczem c. i k. 2 Dywizji Piechoty na froncie rosyjskim. 20 marca 1917 został referentem w Oddziale Metryk Wojennych (niem. Kriegsmetrikalabteilung) c. i k. Ministerstwa Wojny w Wiedniu. 25 października 1916 został starszym kapelanem Szpitala Rezerwowego Nr 6/IV. 20 listopada 1917 roku proboszczem c. i k. 24 Dywizji Piechoty na froncie włoskim. Od 13 czerwca do 31 października 1918 pełnił służbę w Dowództwie Miasta Udine na stanowisku proboszcza garnizonu.
W Wojsku Polskim od listopada 1918. Był dziekanem generalnym przy Naczelnym Dowództwie Wojska Polskiego. 14 kwietnia 1921, na wniosek Kurii Biskupiej Wojsk Polskich, został formalnie przyjęty do Wojska Polskiego. 16 grudnia 1921 roku został zatwierdzony z dniem 1 kwietnia 1920 roku w stopniu dziekana generalnego z 3. lokatą wśród kapelanów wyznania rzymskokatolickiego. W latach 1921–1930 był szefem duszpasterstwa wyznania rzymskokatolickiego w Dowództwie Okręgu Korpusu Nr V w Krakowie. 3 maja 1922 został zweryfikowany w stopniu dziekan generalnego ze starszeństwem z 1 czerwca 1919 roku i 64. lokatą w korpusie generałów, a jego oddziałem macierzystym był Oddział V Sztabu Generalnego. W 1923 roku zajmował 63. lokatę wśród generałów brygady, za Antonim Niewiarowskim (31. lokata) i Karolem Boguckim (45. lokata). W następnym roku zajmował wśród generałów brygady 34. lokatę, za Antonim Niewiarowskim (9. lokata) i Karolem Boguckim (16. lokata). W 1928 roku zajmował 5. lokatę na liście starszeństwa generałów. W 1934 roku zajmował 2. lokatę na liście starszeństwa duchowieństwa wojskowego stanu spoczynku za Karolem Boguckim. Z dniem 31 grudnia 1930 przeniesiony został w stan spoczynku. 
W Krakowie był czynny na polu społecznym. W 1922 otrzymał godność podkomorzego Jego Świątobliwości Ojca św. Piusa XI. Pracował w duszpasterstwie cywilnym. W 1931 otrzymał tytuł członka honorowego Polskiego Towarzystwa Opieki nad Grobami Bohaterów. Był autorem rozpraw teologicznych i na tematy społeczne oraz autorem wspomnień szkolnych, opublikowanych w książce pt. Księga pamiątkowa 70-lecia Państwowego Gimnazjum imienia króla Stanisława Leszczyńskiego w Jaśle 1868–1938.
Podczas II wojny światowej w trakcie okupacji niemieckiej włączył się do konspiracji Związku Walki Zbrojnej i Armii Krajowej jako dziekan Obszaru Krakowsko-Śląskiego. W latach 1947–1952 był kapelanem Zakładu Psychiatrycznego w Kobierzynie, a później kierował domem wczasowym dla księży w Krynicy.
Zmarł 24 marca 1955 w Państwowym Szpitalu Klinicznym Akademii Medycznej im. Mikołaja Kopernika w Krakowie. Został pochowany na tamtejszym cmentarzu Rakowickim.

## Ordery i odznaczenia
- Krzyż Niepodległości
- Krzyż Walecznych
- Złoty Krzyż Zasługi – 10 listopada 1928 „w uznaniu zasług, położonych na polu pracy w poszczególnych działach wojskowości”[28][29]
- Medal Pamiątkowy za Wojnę 1918–1921 – 1918[30]
- Medal Dziesięciolecia Odzyskanej Niepodległości – 1918[30]